# Кобилкін Іван Тихонович

## Життєпис
Народився 18 вересня 1926 року в селі Жиліно на Россошанщині  Воронезької  області. В 1932 році сім’я переїжджає в село  Пшеничне,  де батько починає працювати вчителем. В  6 класі Іван  керує шкільним оркестром народних інструментів.
В 1941 році  закінчує  сім класів і мріє про вступ до  Таганрозького музичного училища, але на заваді стала Друга світова війна.  В 1943 році  стає захисником  Вітчизни. 
Влітку 1950 року сержант Кобилкін  демобілізується  з лав армії і  вступає до другого курсу відділення баяну Луганського музичного училища. Під час навчання працює в двох місцях -  в ремісничому училищі і  на акумуляторному заводі акомпаніатором музичних колективів.
В 1954 році закінчує  з відзнакою два відділення музичного училища : баяну і диригентсько-хорове.
З  1954 року  стає мешканцем Старобільська і організатором  місцевої музичної школи.  20 вересня заклад  було відкрито і набрано 50 учнів з класу фортепіано, баяну, скрипки і домри.
В 1965  закінчує диригентсько-хоровий факультет Харківської консерваторії.
До  1991 року працює на посаді директора Старобільської музичної школи. З 1991 до 2008 року стає директором   Чмирівської музичної школи.

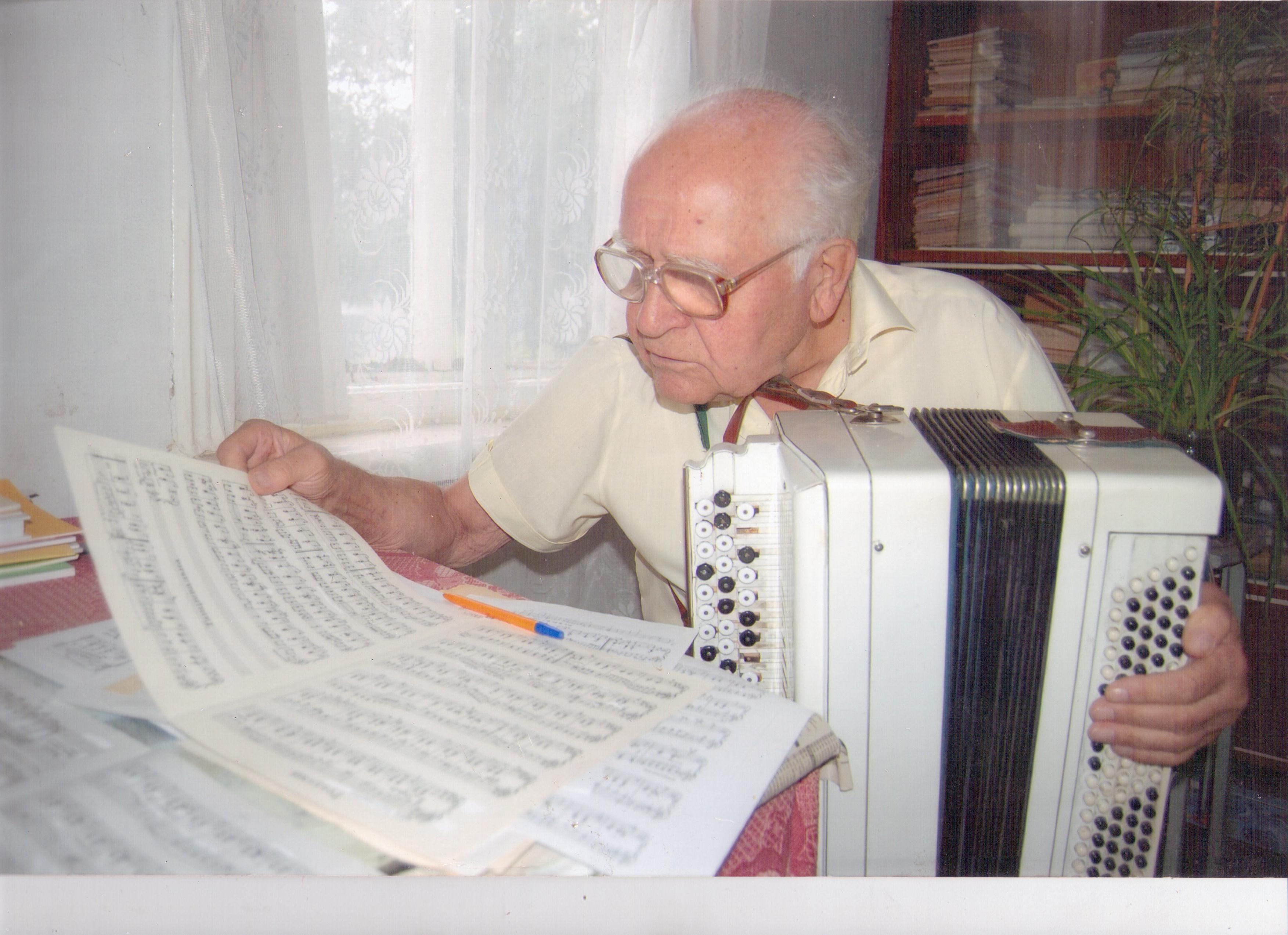
Іван Кобилкін, музикант

Член   Асоціації композиторів національної Всеукраїнської  музичної Спілки. Нагороджений орденом Трудового  Червоного  Прапора, багатьма медалями, знаком  Міністерства культури СРСР «За відмінну роботу». Є Почесним громадянином  міста Старобільська. 
Помер у Старобільську  13 січня 2017 року.

## Пісенна творчість
Перша пісня «Наш городок» на слова І. Світличного і «Фестивальна» були виконані на обласному молодіжному фестивалі в 1957 році. 
Є автором  більше 200 пісень, 20 з яких відзначені обласними і республіканськими преміями, автором  60  інструментальних п’єс і двох сотень обробок українських і російських пісень для акордеона або баяна. 
Видав  шість збірок пісень, друкувався в  колективних збірках і періодичних виданнях.
Автор романсів на слова Івана Савича, Івана Світличного, Н. Лукіна, музики  до спектаклів «Грозный Дон», «Загибель ескадри» та музичної комедії «Син землі» на  лібрето  М. Уманця.
Іван Кобилкін разом з Іваном Світличним є авторами гімну міста Старобільська. 